# Demján Sándor
Demján Sándor (Börvely, 1943. május 14. – Budapest, 2018. március 26.) Állami Díjas magyar üzletember, közgazdász. Az államszocialista időkben a Skála-Coop vezetőjeként és az első magyar magántulajdonban lévő kereskedelmi bank, a Gránit Bank alapítójaként vált ismertté, majd a rendszerváltás után kibővítette vállalkozási körét és az ország leggazdagabb emberei közé került. Élete utolsó éveiben Magyarország 1–5. leggazdagabb és 6–16. legbefolyásosabb emberei egyikének számított.

## Élete
Szülei – több székely családdal együtt – 1940-ben költöztek a Szatmár megyei Börvelybe. Édesapját nem ismerhette, mivel a második világháborúban eltűnt. 1944-ben édesanyja három gyermekével Magyarországra, Etyekre költözött, a háború után kitelepített svábok házába. Ezt követően Kiskunlacházán, nevelőszülőknél töltötte gyermekkorát, itt ismerte meg más nélkülözők és a cigányok életét. Szeretett olvasni, és sokat mesélt olvasmányairól a kortársainak is. A Fogyasztói Szövetkezetek Országos Szövetségének (SZÖVOSZ) ösztöndíjasaként 1965-ben szerzett diplomát a budapesti Kereskedelmi és Vendéglátóipari Főiskolán. A főiskolai évek után a Gárdonyi ÁFÉSZ-nál helyezkedett el egyre magasabb pozíciókban (1965–1966), majd a Bicskei ÁFÉSZ elnökhelyettese (1966–1968), később a Gorsium ÁFÉSZ elnöke lett (1968–1973). 1973 és 1986 között a Skála Coop szövetkezeti közös vállalatnak volt a vezérigazgatója. 1986 és 1990 között a Magyar Hitelbank elnöke volt, továbbá az alapítók egyike. 1990-től a Közép-európai Fejlesztési Társaság, majd 1991-től a Közép-európai Beruházási Társaság vezérigazgatója volt.
1996-ban megnyitotta a Bank Centert, a Gránit Pólus Rt.-t és a Pólus Centert. 1996–tól az általa létrehozott TriGránit Fejlesztési Zrt. elnöke volt. 1999-ben megnyitotta a Nyugati Városközpontot, ismertebb nevén a WestEnd City Centert, ezt követte 2000-ben a pozsonyi Pólus City Center megnyitása, majd 2005-ben a Silesia City Center nyitása Katowice városában, Lengyelországban. A 2000 márciusában megalakított Hivatásos Labdarúgó-alszövetség vezetője lett. Két év előkészítési fázis után, 2008-ban bevásárolta magát az orosz állami lottóba.

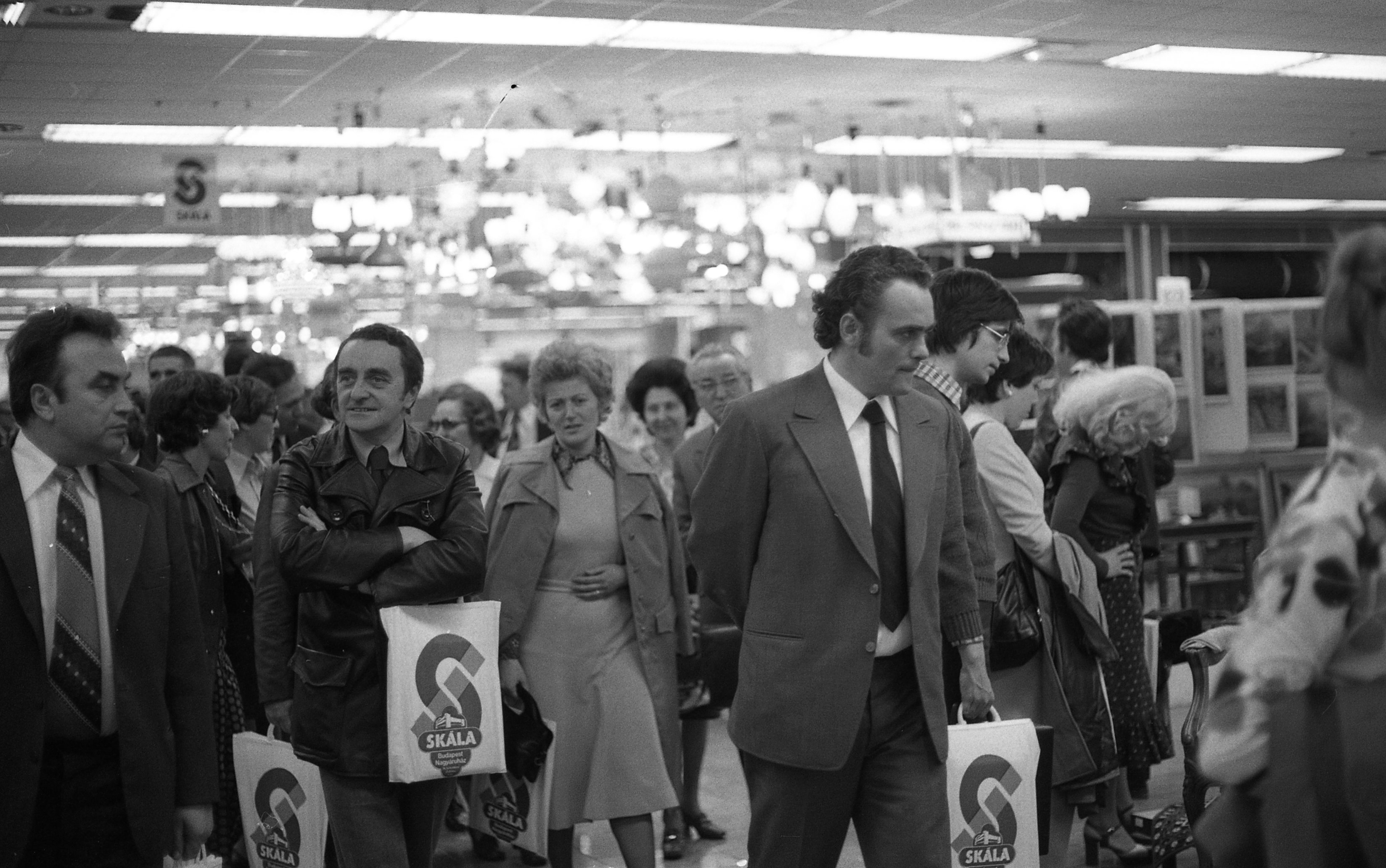
1976. április 3-án a Skála Budapest Szövetkezeti Nagyáruház megnyitása. Középen Demján Sándor igazgató

Demján Sándor ügyvezető elnöke volt az egyik legnagyobb magyar munkáltatói szervezetnek, a Vállalkozók és Munkáltatók Országos Szövetségének (VOSZ), valamint 2017-ig elnöke volt a takarékszövetkezetek érdekvédelmi szervezetének, az Országos Takarékszövetkezeti Szövetségnek (OTSZ) is.
2008-ban 300 milliárd forintra becsült vagyonával ő volt Magyarország leggazdagabb embere. Vagyonát 2006-ban még csak 80 milliárd forintra becsülték, így két év alatt majdnem megnégyszerezte tőkéjét.
Nevéhez fűződik a 2003-ban alapított Prima Primissima díj is. 2003-ban a Vállalkozók Országos Szövetségének (VOSZ) támogatásával alapította ezt a díjat, melynek céljául az alapítók a magyar értelmiség eredményeinek megőrzését, a hazai tudomány, művészet és kultúra fejlesztésének erősítését tűzték ki. 2010-ben belépett a bankszektorba is: megvásárolva a Wallis Zrt.-től a Milton Bankot, amit átkeresztelt Gránit Bankra.
2012-ben bejelentette, hogy vagyona jelentős részét halála után jótékony célra ajánlja fel. Szintén 2012-ben a Világgazdaság A növekedés feltételei című konferenciáján Demján Sándor azt mondta, hogy tömeges selejtgyártást végeztek az egyetemek Magyarországon, hogy a kínai fiatal tudása magasabb, mint a magyaré, továbbá hogy nem szabadna olyan tudósokat képezni, akik például a bogarak életét kutatják. 2014-ben arról is bejelentést tett, hogy korára való tekintettel fokozatosan visszahúzódik az üzleti élettől, és cégeinek irányítását beosztottjainak adja át.
A 2014-es Befolyás-barométer szerint ő volt Magyarország 6. legbefolyásosabb személye. 2017-ben a rangsor 16. helyén végzett.
2018. március 26-án este hunyt el.

## Jelentősebb projektjei
| Demján Sándor cégei |
| --- |
| TriGránit cégcsoport: TriGránit Fejlesztési Zrt. TriGránit Management Ingatlankezelő és Hasznosító Kft. Duna Sétány Székház Kft. |
| Arcadom cégcsoport: Arcadom Építőipari Zrt. Arcadom Szeged Kft. Bio-Inkubátorház Kft. IBO-PLUS Kft. MAC Kft. SE Campus Kft. Arcadom D.O.O. Beograd (Szerbia) Arcadom Gyengeáramú Kft. Arcadom Montenegró D.O.O. Podgorica (Montenegró) Montex S.R.L. (Románia) S.C. Arcadom S.R.L. (Románia) OsnovAktivStroy Kft. (Oroszország) Arcadom Poland Spolka (Lengyelország) Hosszúréti Kft. Duna Haller kapu I. Kft. |
| Euroinvest cégcsoport: Euroinvest Közép-Európai Befektetési Rt. Bakonyi Erőmű Zrt. Almásfüzitői hőerőmű Badacsonyi Pincegazdaság Rt. Tököli repülőtér Almásfüzitői ipari park Orglot Magyarország Befektetési Zrt. |
| Egyéb: Polus Investment Ltd. (Ciprus) Magyar Tőketársaság Zrt. Gránit Bank Zrt. |

- Korda Sándor Filmstúdió
- Esplanada (Bukarest)
- Duna-Pest Rezidenciák (Budapest)
- Nemzeti Színház (Budapest)
- Hilton Budapest WestEnd (Budapest)
- Polus City Center (Pozsony)
- Polus Center (Kolozsvár)
- Szilézia City Center (Katowice)
- WestEnd City Center (Budapest)
- Stratégiai Fejlesztő Központ Alapítvány
- Demján Sándor Alapítvány
- K&H irodaház

## Kitüntetései,[8]elismerései

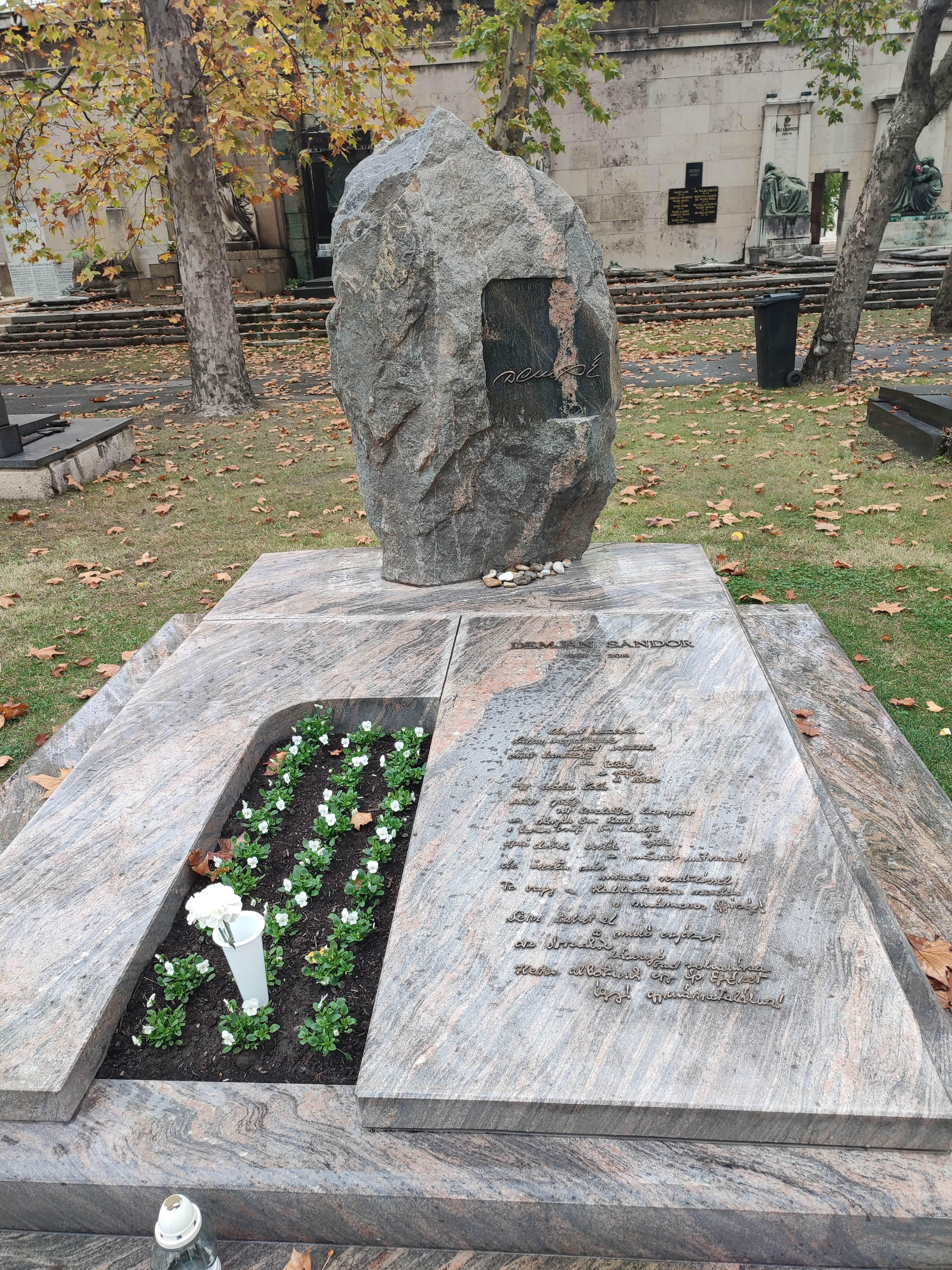
Demján Sándor sírja a Fiumei úti sírkertben (19-2-13/14)

- Állami Díj – A szövetkezeti kereskedelem fejlesztése, korszerű kereskedelemhálózat kiépítése terén végzett munkájáért (1980)
- Az Év Embere Magyarországon (1986)
- Szövosz-díj
- Év Menedzsere Magyarországon (1988)
- Év Vállalkozója Magyarországon (1996)
- Planetáris Tudat – Magyar Üzleti Díj (1996)
- Aschner Lipót-díj (1997)
- Etyek díszpolgára (1997)
- Évtized Legbefolyásosabb Üzletembere (2000)
- Budapest XV. kerületének díszpolgára (2001)
- Az Év Legsikeresebb Ingatlanos Személyisége (2002)
- A Budapesti Közgazdaságtudományi és Államigazgatási Egyetem Díszpolgára (2003)
- Budapest VI. kerületének díszpolgára (2003)
- Budapest díszpolgára (2003)
- Kiemelkedő Vállalkozói Tettért – pozsonyi főpolgármesteri kitüntetés (2004)
- Wahrmann Mór-érem – MTA kitüntetése (2005)
- Szövetkezetért Életút – ÁFEOSZ kitüntetése (2005)
- Arany Medál Díj – a Szlovák Kereskedelmi és Iparkamara kitüntetése (2005)
- Az Év Üzletembere 2005 – az Ernst and Young nemzetközi tanácsadó cég díja (2006)
- KKE Életmű Fő díj – Wall Street Journal által szponzorált KKE-i Ingatlan Minőségi Díjátadó Gála kitüntetése (2006)
- Kármán Tódor-díj a magyar oktatás kiemelkedő támogatásáért (2007)
- Alekszander Nyevszkij Szent Fejedelem Érdemrend (első fokozat) (2008)
- Műegyetem díszpolgára (2010)
- Miskolci Egyetem díszpolgára (2011)
- Budapesti Corvinus Egyetem Maecenas Universitatis Corvinianae díj (2011)
- Encs díszpolgára (2012)
- Resource Property Awards életműdíja (2012)
- A Magyar Érdemrend nagykeresztje (2013)
- Tatárföld köztársasági érdemrendje (2013)
- Emberi Méltóságért kitüntetés (2015)[17]